# Pandora (nome)
Pandora  è un nome proprio di persona italiano femminile.

## Origine e diffusione

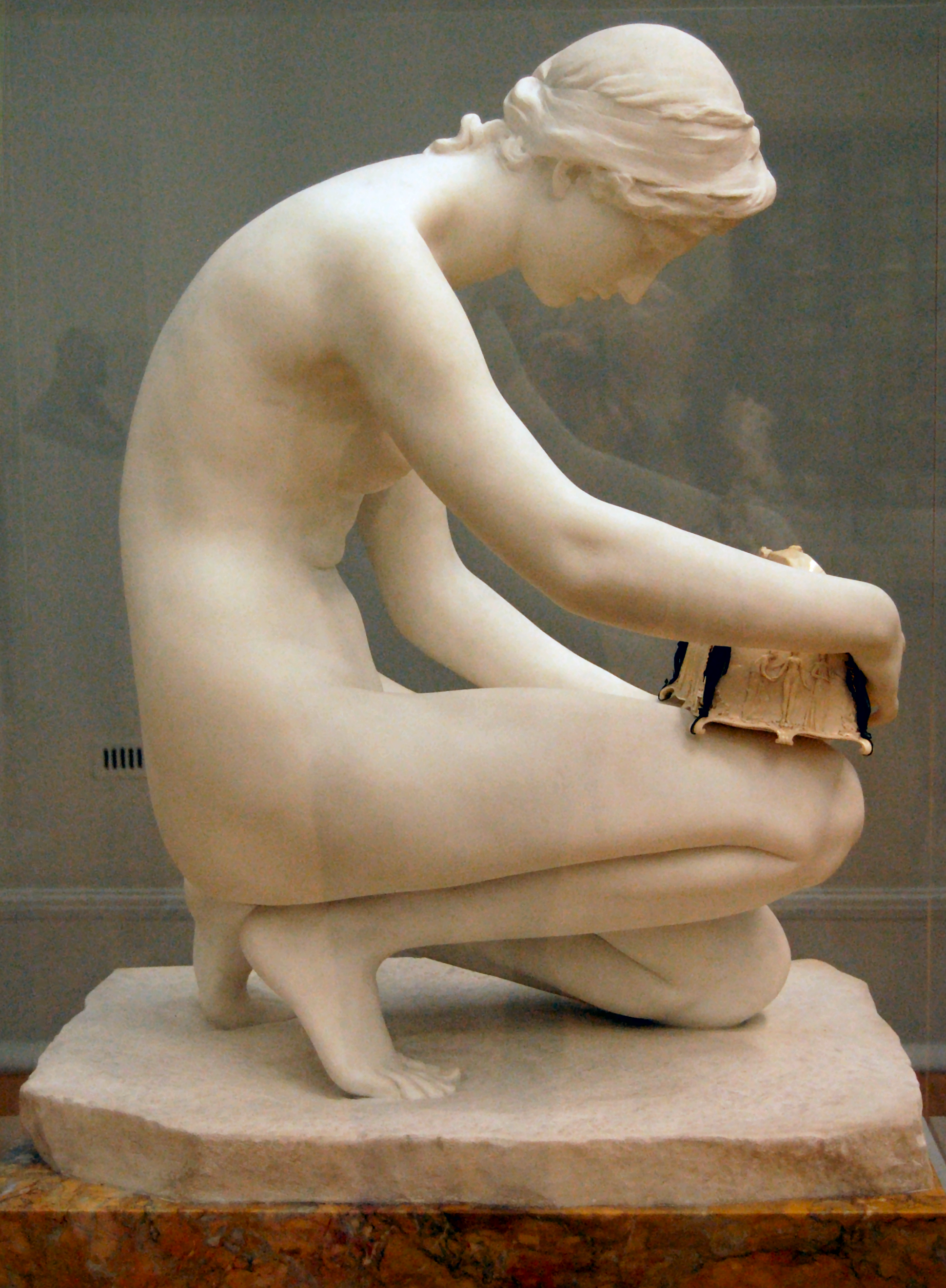
Pandora, di Harry Bates

Nome rarissimo in italiano, derivante dal greco antico Πανδωρα (Pandora) e trasmesso in latino come Pandora; è composto dalle radici παν (pan, "tutto") e δωρον (doron, "dono"), e può quindi essere interpretato in diversi modi, ad esempio "a cui è stato donato tutto", "ricca di ogni dono", "che dona tutto" o "tutti i doni". Entrambi gli elementi sono molto usati nell'onomastica greca: pan si riscontra anche in Pancrazio, Panagiōtīs, Pamela e Panfilo, mentre doron è ritrovabile in Diodoro, Dorotea, Teodoro, Metrodoro, Eudora, Medoro e Isidoro.
Si tratta di un nome di tradizione classica, portato da un noto personaggio della mitologia greca, Pandora, la prima donna mortale creata da Efesto, che aprì il vaso contenente tutti i mali del mondo e la speranza; da lei prendomo il nome sia Pandora, un satellite di Saturno, che l'asteroide 55 Pandora.

## Onomastico
L'onomastico si festeggia il 1º novembre per Ognissanti, in quanto il nome è adespota, cioè non è portato da alcuna santa.

## Persone
- Pandora Peaks, attrice ed ex pornoattrice statunitense

## Il nome nelle arti
- Pandora è un personaggio di diversi romanzi scritti da Anne Rice.
- Pandora è un personaggio del film del 2006 Amore e altri disastri, diretto da Alek Keshishian.
- Pandora è un personaggio del videogioco Kid Icarus: Uprising.
- Pandora Braithwaite è un personaggio della serie di romanzi di Adrian Mole, scritti da Sue Townsend.
- Pandora Groovesnore è un personaggio della serie a fumetti della serie di Corto Maltese.
- Pandora Heinstein è un personaggio della serie a manga e anime I Cavalieri dello zodiaco.
- Pandora Moon è un personaggio della serie televisiva Skins.
- Pandora Reynolds è un personaggio del film del 1951 Pandora, diretto da Albert Lewin.
- Pandora Spocks era uno pseudonimo utilizzato da Elizabeth Montgomery.
- Pandora Villanueva è un personaggio della telenovela Dolce Valentina.
- Pandora Woz è un personaggio della serie di libri Geronimo Stilton, scritti da Elisabetta Dami.